# Häl

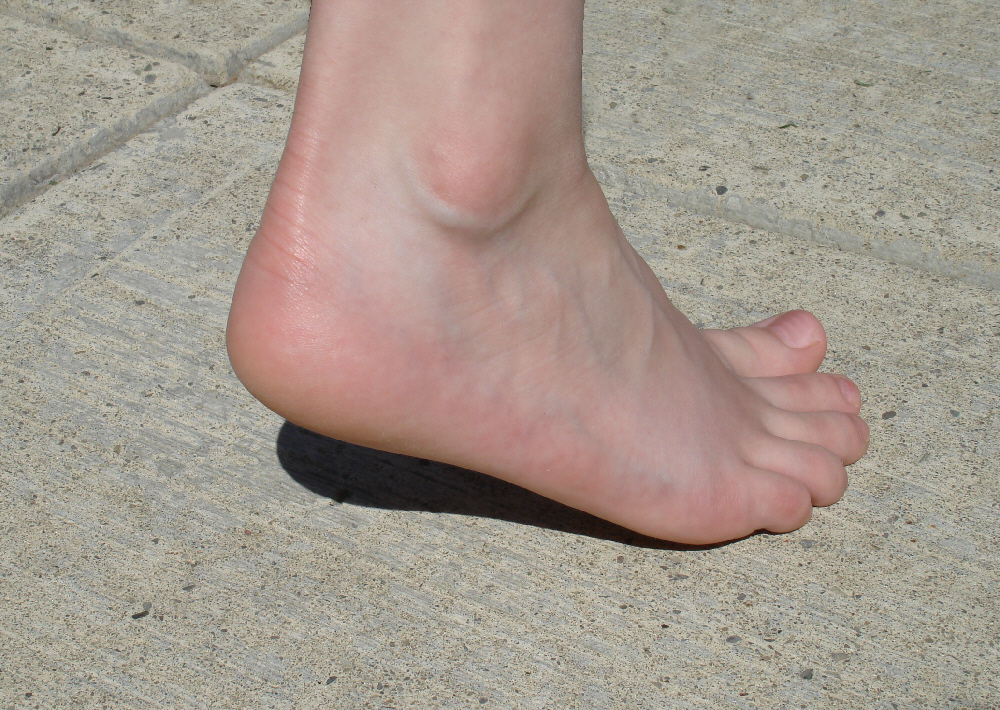
Hälen lyfts upp från marken.

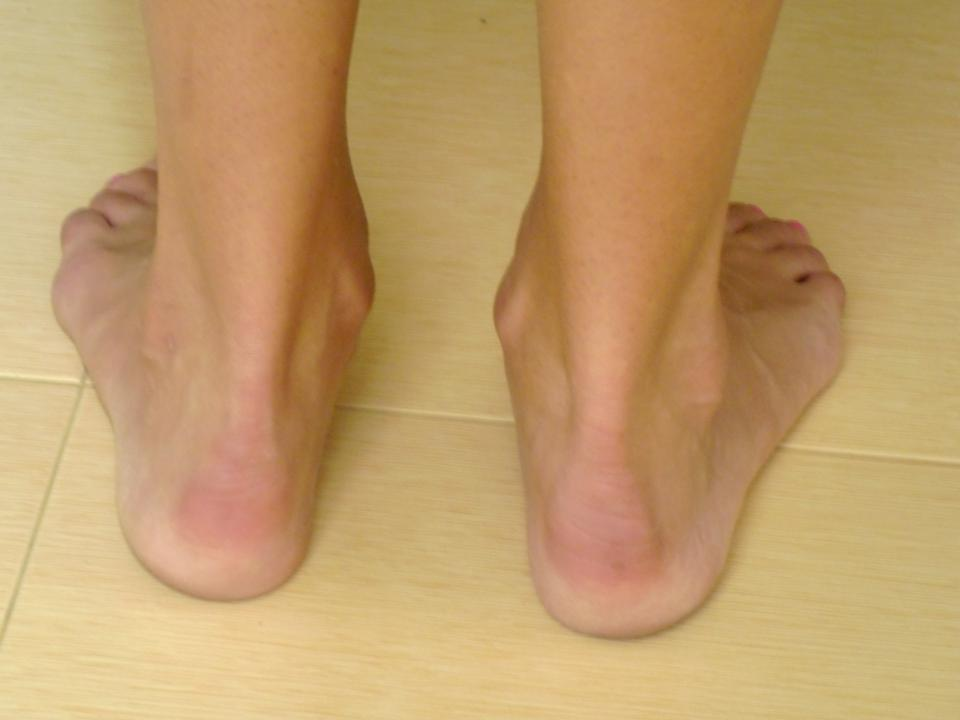
Hälar och hälsenor bakifrån.

Häl är den bakre delen av foten och kan ses som en förlängning av underbenets baksida. Hälen sitter nedanför benet och sträcker sig något bakom detta, medan resten av foten sticker ut framåt. Inuti hälen finns ett hälben (calcaneus). Hälen är fotvalvets bakre stöd, bakom hålfoten. Hälar finns på människor och vissa djur.
Med begreppet häl avses också den del av en sko eller strumpa som täcker hälen, och som på skor sitter ovanför klacken.